# Écu (héraldique)
Pour les articles homonymes, voir Écu.
L'écu, en héraldique, est le support physique du blason, au centre des armoiries.
Dans la panoplie que représente le blason, l'écu proprement dit représente le bouclier de l'homme d'arme. Les armes sont généralement figurées sur un écu, mais d'autres supports sont possibles : un vêtement comme le tabar du héraut, un élément d'architecture comme un panneau mural, un objet domestique… Dans ce cas, la forme du contour est celle du support.
L'écu se matérialise par la forme géométrique et ses divisions potentielles, ou « table d'attente », dans laquelle sont représentées des armes. L'écu peut prendre différentes formes, suivant l'origine de sa représentation.

## Table d'attente

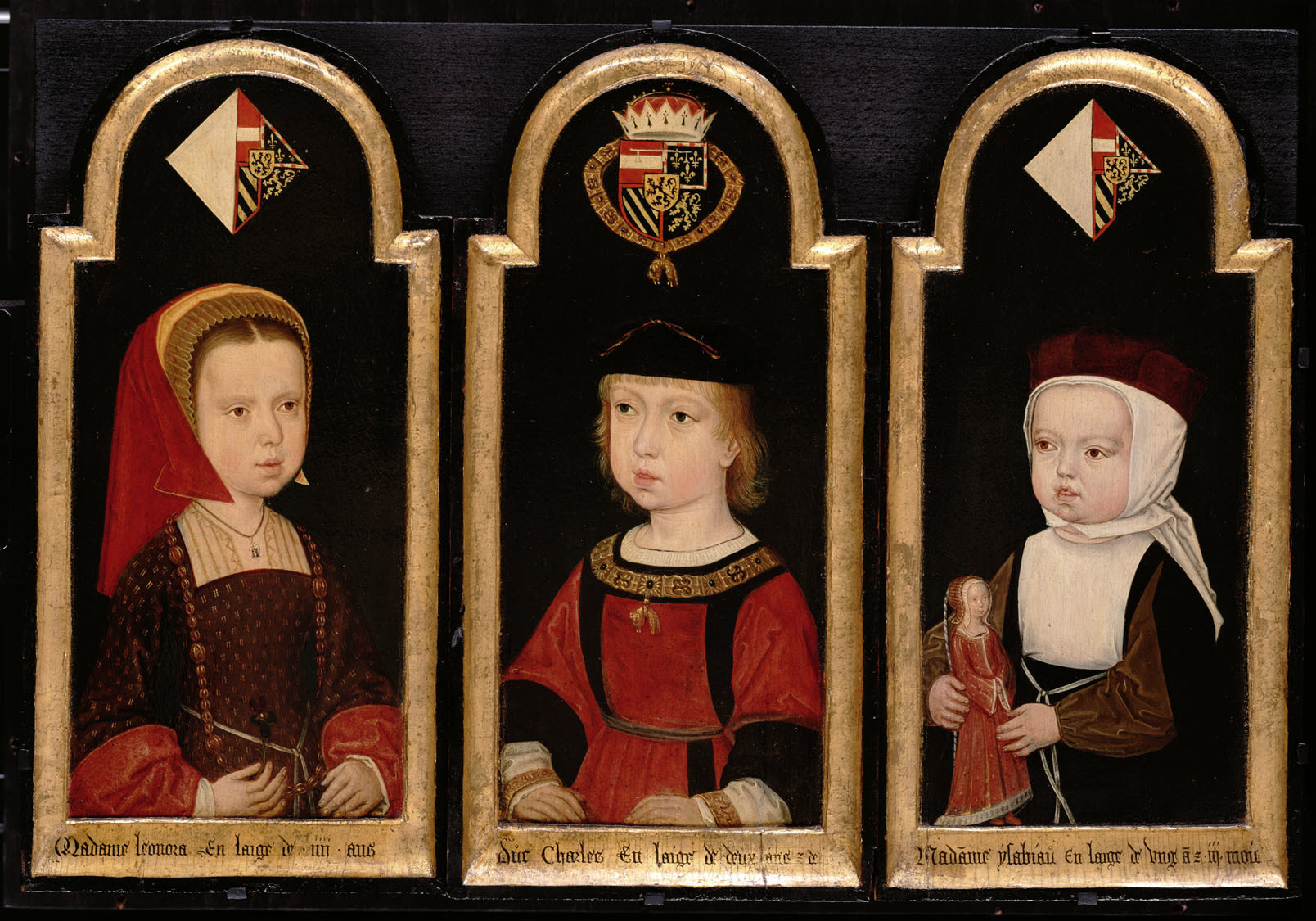
Charles Quint et ses sœurs en 1502. Le blason des deux sœurs de Charles Quint (âgées à l'époque de 5 et 2 ans) est parti, au premier d'une table d'attente, au second (d'Espagne…).

On entend par table d'attente la forme géométrique de l'écu dans son ensemble, ou de l'une de ses parties, ou éventuellement d'une pièce honorable, en tant que surface qui attend ses armoiries (le champ, et les pièces et meubles éventuels). La table d'attente peut faire l'objet d'une partition préalable, dans le cas d'armes composées.
La table d'attente désigne également l'écu de celui qui vient de recevoir sa panoplie de combat, mais n'a pas encore composé ses armes. Son bouclier est alors en attente d'être armorié. Cette situation peut être symbolisée par un écu d'argent (le blanc étant ici une absence, symbolisant l'espace à remplir), ou mieux encore par un écu d'acier, qui symbolise à la fois la surface du métal non encore peint, et sa capacité à servir de miroir métallique prêt à réfléchir l'image de celui qui s'approche.
Dans des grandes armes, la table d'attente peut aussi correspondre à un emplacement réservé pour des ancêtres dont les armes sont inconnues. Dans ce cas, l'espace est laissé dans la couleur du fond (papier non coloré), ou en acier.
L'élaboration d'un écu armorié commence donc symboliquement par le tracé de la table d'attente.

## Forme de l'écu

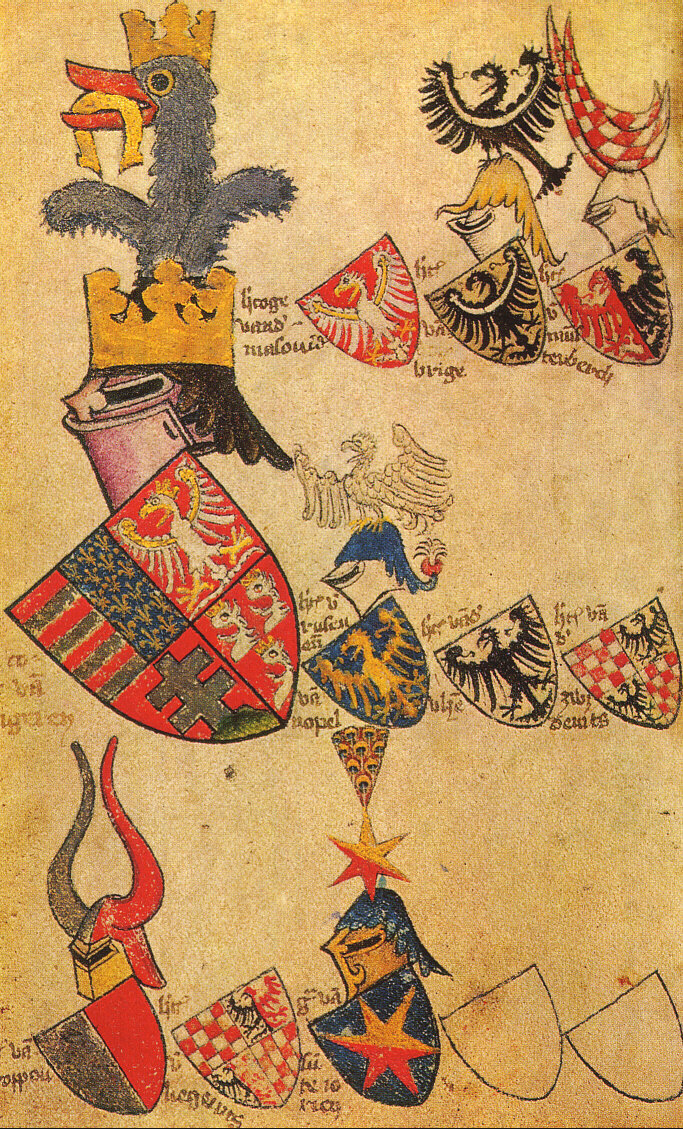
Armorial avec écus posés à l'ancienne.

L'écu, c'est-à-dire le bouclier, support matériel du blason, n'a pas le même dessin selon le lieu ou l'époque, et peut revêtir des formes plus ou moins fantaisistes (voir ci-contre).

Principales formes d'écu
1. Écu français ancien
2. Écu français moderne
3. Écu en ovale
4. Écu en losange
5. Écu de tournoi ou bannière
6. Italien
7. Suisse
8. Anglais
9. Allemand
10. Polonais
11. Espagnol, portugais et flamand

- La forme la plus simple est la forme dite « de tournoi » ou « en bannière », simple quadrilatère de « sept parties de largeur sur huit de hauteur ».
- L'écu français ancien a une pointe inférieure en ogive, dont l'arrondi part au milieu des flancs. Dans l'écu français moderne, introduit par l'héraldique d'Empire, le quadrilatère garde les proportions de l'écu « en bannière », mais a les angles inférieurs (ou reins) arrondis d'un quart de cercle (d'une demi partie), et la pointe est formée par la jonction de deux quarts de cercles de même proportion.
- Les dames et demoiselles eurent longtemps des écus respectivement ronds/ovales et en losange, mais non systématiquement, ni exclusivement. Les appellations "écu des Dames" et "écu des Demoiselles" utilisées par quelques auteurs est abusive, donc peu recommandable. En outre, l'écu en losange se prête mal aux dessins des pièces honorables et des blasons composés (qui privilégient les partitions verticales et horizontales).

Les écus diffèrent selon les pays :
- L’écu italien est en forme de chanfrein, ou « tête de cheval » (testa di cavallo).
- L’écu suisse présente trois pointes au chef.
- L’écu anglais est anguleux, à sommet prolongé en cornes horizontales.
- L’écu allemand est en forme de targe de tournoi (avec une échancrure permettant de poser la lance).
- L’écu polonais est à échancrures multiples.
- L’écu au bord inférieur arrondi à la pointe se retrouve en Espagne et au Portugal, ainsi qu'en Flandres (qui ont longtemps été espagnoles).

Les formes peuvent être plus fantaisistes, ou ne pas être fixées par la tradition, comme l'écu limité par des arabesques (de gueules) que l'héraldique française attribuait aux colonies d'Afrique du Nord.
Quelques remarques sur ces formes :
- l'écu ancien, à trois côtés, (non représenté ci-contre) était dessiné non pas debout sur la pointe selon le mode classique, mais souvent posé sur son côté dextre(« à l'ancienne ») ;
- un des écus italiens, ovale, était porté par les ecclésiastiques et en France par les femmes mariées (mais aussi par beaucoup d'hommes à partir du XVIe siècle) ;
- les côtés relevés en triangle de l'écu anglais distinguaient les écus nobles de ceux des roturiers ;
- l'échancrure de l'écu allemand permettait de supporter la lance. Il se rapproche de la targe très à la mode à la Renaissance.

Notes :
- Théodore Veyrin-Forrer recense 24 formes différentes d'écus.
- O. Neubecker (op. cit. ci-dessous) en présente plus d'une centaine, rangés par pays et par époques avec des datations certifiées pour la plupart (p. 76-77).

## Divisions et régions
Le tracé des figures géométriques peut être effectué quelle que soit la forme de l'écu (ou plus généralement, pour toute forme servant de table d'attente). La position de ces lignes doit être ajustée à la forme de la table d'attente, de manière que les neuf régions obtenues soient équilibrées.
- Directions : les quatre divisions simples reçoivent le nom des coups que les chevaliers portaient avec l'épée à deux mains : « parti » (de haut en bas), « coupé » (à l'horizontale), « taillé » (de droite à gauche, en descendant) et « tranché » (de gauche à droite en descendant). Employées seules, ces quatre divisions partagent chacune la table d'attente en deux parties égales.
- Régions : d'autre part, la forme de la table d'attente peut être divisée en régions suivant quatre lignes, deux lignes verticales et deux lignes horizontales. Ces lignes délimitent cinq régions principales : le chef (en haut), le flanc dextre (à gauche), le flanc sénestre (à droite), la pointe (en bas), le centre (ou cœur, ou abîme). Ces mêmes lignes délimitent quatre cantons : dextre du chef, dextre de la pointe, sénestre du chef et sénestre de la pointe. D'autres régions secondaires peuvent être identifiées (honneur, reins, sommet, base…).

Avec les principales lignes de partition, ces lignes permettent de tracer les pièces honorables et de positionner les meubles.

## Organisation de l'écu
Pour se situer sur l'écu, celui-ci est divisé en 9 zones appelées « points de l'écu ». Ces points sont identifiés par des noms qui varient quelque peu selon les auteurs, exception pour le « point du centre » (5) nommé aussi « cœur » ou « abîme » (aussi écrit « abyme » ; voir l'expression « mise en abyme »).

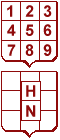
Les zones de l'écu.

Deux autres points, cités par tous, sont le « point d'honneur » (H) et le « nombril » (N). Mais si, pour certains, il s'agit d'une surface équivalente aux premiers, placée à cheval sur 2 zones (cf. dessin), pour d'autres, il s'agit de points au sens géométrique, situés au milieu des frontières 2-5 et 5-8.
Quels que soient les auteurs, il y a symétrie d'appellation entre 1 et 3, 4 et 6, 7 et 9 où dextre pour 1, 4 et 7 correspond à sénestre pour 3, 6 et 9.
En effet, en héraldique, gauche (sénestre) et droite (dextre) sont celles du porteur de l'écu. Ce qui signifie, pour le spectateur en vis-à-vis, que la latéralité est inversée : la dextre de l'écu (1, 4, 7) est à la droite de son porteur et à gauche de l'image pour le spectateur, et la sénestre de l'écu (3, 6, 9) est à la gauche de son porteur et à droite de l'image pour le spectateur.   
Récapitulation des zones de l'écu et de leurs appellations
- Point 1 : canton dextre du chef (Duhoux D'Argicourt le nomme « angle dextre du chef » qui désigne chez les autres auteurs l'angle matériel du bouclier).
- Point 2 : point du chef (de nombreux auteurs le nomment simplement « chef » mais ne confirment pas cette appellation dans leur définition de « chef »).
- Point 3 : canton sénestre du chef (même remarque que pour point 1).
- Point 4 : point du flanc dextre (ou simplement « flanc dextre », mais même remarque que pour « chef » au point 2).
- Point 5 : point du centre (nommé aussi « cœur » ou « abîme » ou « abyme »).
- Point 6 : point du flanc sénestre (même remarque que pour les points 4 et 2).
- Point 7 : canton dextre de la pointe (Duhoux D'Argicourt comme pour 1, parle d'angle).
- Point 8 : point de la pointe (la majorité des auteurs utilisent « pointe » seule, mais on retrouve plus souvent confirmation dans la définition de « pointe ». On trouve aussi parfois « pié »).
- Point 9 : canton senestre de la pointe (même remarque que pour les points 7 et 1).

Ces écarts de vocabulaire ou de définition sont en pratique sans conséquences pour le blasonnement — ce qui explique probablement pourquoi ces différences subsistent.